# Кувейтский университет
Кувейтский университет (араб. جامعة الكويت‎) — государственный университет в городе Эль-Кувейт, столице Кувейта.
Основан в октябре 1966 года. Стал первым в истории страны государственным высшим учебным заведением. Был закрыт для девочек и женщин до 1969 года.
Обучение ведётся на английском или арабском языке (в зависимости от курса).
Финансируется из государственного бюджета.
Университет имел шесть кампусов, расположенных в районах и пригородах Кувейта: Адайлия, Эш-Шувейх, Кейфан, Халидия, Эль-Финтас и Джабрия. Главный кампус находился в Эш-Шувейхе на берегу Персидского залива.
Завершено строительство нового консолидированного комплекса — Университетского города Сабах ас-Салем площадью 6 млн м² в Эш-Шададия. Новый кампус был открыт в начале семестра, в сентябре 2019 года, когда степень завершения проекта составляла 78%.